# Piaski (Skrzeszewo)
Piaski – kolonia wsi Skrzeszewo w Polsce, położona w województwie pomorskim, w powiecie kartuskim, w gminie Żukowo.
Do 2015 roku kolonia była miejscowością podstawową.
Kolonia jest częścią sołectwa Glińcz, 0,8 km na zachód od drogi krajowej nr 20 ze Stargardu do Gdyni.
W latach 1975–1998 kolonia administracyjnie należała do województwa gdańskiego.
Do 2015 r. integralną częścią Piasków była część kolonii Krowie Łąki, obecnie są częścią Skrzeszewa.